# 2011年阿久根市長選挙
2011年阿久根市長選挙（にせんじゅういちねんあくねしちょうせんきょ）は、2011年1月16日に執行された鹿児島県阿久根市の市長選挙。新人の西平良将候補が竹原信一前市長を破って初当選した。

## 概要
2010年12月5日の市長リコールに伴う選挙であった。2011年1月9日に告示され、同月16日に投開票された。投票率は82.39パーセント。開票率93.57パーセントの時点で両候補者が7,600票を獲得している。
前職（2期目途中でリコールにより即日失職）で再選を目指す竹原信一前市長に対し、市長リコールを進めた民間団体「阿久根市長リコール委員会」の監事を務めた養鶏業の西平良将候補が挑む構図となった。

## 立候補者
下表の通り、2名が立候補した。立候補届出順。
| 候補者名 | 生年月日      | 年齢 | 性別 | 所属党派 | 新現元別 | 備考         |
| -------- | ------------- | ---- | ---- | -------- | -------- | ------------ |
| 西平良将 | 1973年2月17日 | 37   | 男   | 無所属   | 新       | 養鶏業       |
| 竹原信一 | 1959年3月7日  | 51   | 男   | 無所属   | 前       | 前阿久根市長 |

## 結果
開票結果は下記の通り。
※当日有権者数：19,715人 最終投票率：82.39%（前回比：-0.20pts）
| 候補者名 | 年齢 | 所属党派 | 新旧別 | 得票数  | 得票率 | 推薦・支持 |
| -------- | ---- | -------- | ------ | ------- | ------ | ---------- |
| 西平良将 | 37   | 無所属   | 新     | 8,509票 | 52.7%  |            |
| 竹原信一 | 51   | 無所属   | 前     | 7,645票 | 47.3%  |            |

## 選挙の論点
前職の竹原信一市長による一連の改革の中身と、その進め方の是非が争点となる。
特に手法に関し、議会を開かず2010年4月より専決処分を繰り返したことは総務大臣や鹿児島県知事などから批判が巻き起こった。2010年8月にようやく開催した議会において大半の専決処分は不同意となったが、専決処分は議会議決に優先するので有効と宣言。また竹原前市長の議会不開催に対抗するために議会が可決・成立させた、市議会の通年開会を規定した条例を「専決処分を阻止するため」として期限内に公布せず施行させないといったことも行うなど、その手法には批判が集まり、リコール請求が成立。2010年12月に行われた市長解職を問う住民投票では賛成7,543票、反対7,145票で竹原前市長は即日失職し、今回の市長選挙が執行されることとなった。
選挙戦で竹原前市長は専決処分によって行った「改革」を実績として打ち出し、対して西平候補は竹原前市長の手法を批判、対話重視を打ち出した。